# 河村藤四郎
河村 藤四郎（かわむら とうしろう、1852年（嘉永5年） - 1929年（昭和3年）4月）は、佐賀県出身の政治家・実業家。藩末期から明治にかけて唐津の教育、政治、経済界で幅広く活躍した。長兄は初代唐津村長の河村如壽（河村家四代目当主）。唐津市初代の市長河村嘉一郎は藤四郎の長男。

## 経歴
唐津藩士で奉行職（普請小奉行）を勤めた河村如茂（河村家三代目当主）の三男として生まれる。
少年時代、陽明学派の一色耕造が開いた町田の一色塾に学び、後に多久の儒家草場佩川（はいせん）の長男草場船山（せんざん）の門に入った。その学業の優秀さが認められた藤四郎は、若年にもかかわらず、藩から食料を給された。次いで、長崎師範学校に学んだ藤四郎は上京し、1880年（明治14年）、岸本辰雄や西園寺公望らによって創立された明治法律学校（現在の明治大学）に入学、第1回生となった。
1882年（明治16年）に帰郷し、佐賀県が長崎県から分離独立するに際して県会議員に選出されるが、一年足らずで退職。その後、佐賀師範学校設立幹事となり、師範学校開業後は西松浦郡長に任命された。
1890年（明治23年）、帝国議会開設に伴い第1回衆議院議員総選挙が行われ、藤四郎は郡長を辞し佐賀県第2区において、郷党会（民党）の天野為之に対して、実利会（官党）から立候補した。この実利会のスポンサーは大島小太郎、草場猪之ら唐津経済界の人々であったが、選挙の結果は僅差で敗れ、以後、政界を思い切ることとなった。
その後、唐津物産会社を創立し、活躍の場を経済界に移すこととなった。1896年（明治29年）、唐津鉄道（現・唐津線）の建設や唐津港の指定に奔走し、また「唐津新報」を創刊した他、唐津銀行監査役、唐津石炭会社社長、唐津土地会社社長、肥前漁業取締役などの重責を歴任し、唐津近代経済の発展に貢献した。
晩年は、城内二ノ門に沈流亭を構えて俗界を離れ、詩文に没頭することになり、詩文集「蘇禅詩稿」などを残し、1929年（昭和4年）、78歳で没した。

## 唐津城跡の碑石
唐津城跡に建てられた碑石は1926年（大正15年）5月に建てられたものであり、同碑石の裏面には「唐津城は慶長年間寺沢広高の築く所にして後大久保、松平、土井、水野諸家を経て文化年間小笠原候封を移し此に居る。明治四年長国の代に及び廃藩置県となる幕府の末迄閣老として有名なる小笠原長行は長国の嗣子なり。曽て父君に代りて在城し治績大に揚る父老猶お其の徳を景仰し城跡の廃頽に帰せんことを憂え之を公園となし以て保存す」河村藤四朗謹撰。田辺新之助謹書となっている。

## 家族
- 曾祖父 ‐ 河村道有
- 祖父 - 河村道伯（御典医）
- 父・河村如茂（河村右輔[5]) ‐ 唐津藩士
- 兄 - 河村 如壽（唐津藩士、唐津村初代村長）
- 子 - 河村嘉一郎（実業家、唐津市初代市長）